# Joseph W. Estabrook

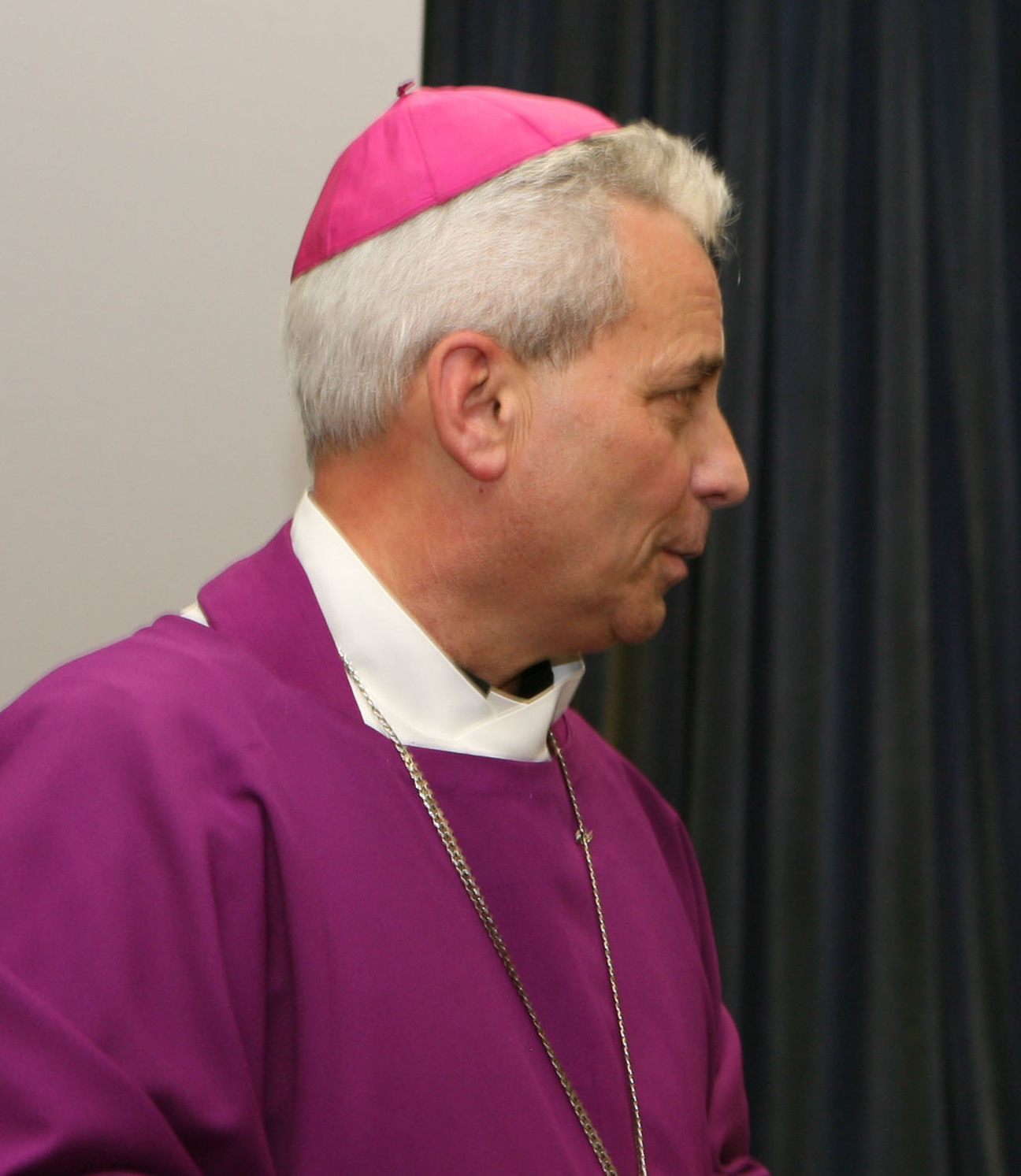
Joseph W. Estabrook

Joseph Walter Estabrook (* 19. Mai 1944 in Kingston, New York; † 4. Februar 2012 in Houston, Texas) war ein US-amerikanischer Geistlicher und römisch-katholischer Weihbischof im US-amerikanischen Militärordinariat.

## Leben
Joseph Estabrook studierte an der St. Bonaventure University in Olean, New York, und dem Christkönig-Seminar in East Aurora sowie an der Jesuit School of Theology in Berkeley. Er empfing am 30. Mai 1969 die Priesterweihe durch Bischof Edwin Bernard Broderick in der Kathedrale Immaculate Conception in Albany, New York. Nach Seelsorgetätigkeit in Albany war er von 1970 bis 1977 Direktor des Diocesan Family Life Bureau.
Am 4. Juli 1977 wurde er Militärkaplan bei der United States Navy. Er war im Marinehospital in Jacksonville (1977/78), am Naval Station Mayport (1978/80) und am Marine Corps Base Quantico (1980/82) tätig. Nach einem Aufbaustudium am Joint Forces Staff College in Norfolk, Virginia, war er von 1983 bis 1986 für das Navy Chief of Chaplains Office tätig. Von 1986 bis 1988 war er Kaplan auf der Carl Vinson, einem nukleargetriebener Flugzeugträger der Nimitz-Klasse mit 3200 Schiffsbesatzung und 2480 Flugzeugpersonal. Nach kurzem Dienst im Marinehospital in Oakland studierte er 1988 bis 1989 Ethik an der Jesuit School of Theology of Santa Clara University. Anschließend diente er auf dem Militärflugplatz Sigonella auf Sizilien (1989/91) und absolvierte einen Offizierskurs an der aval Education and Training Command in Newport, Rhode Island (1991/94). Von 1994 bis 1997 war Estabrook im Verwaltungsdienst der Navy Chief of Chaplains tätig. Er war zudem Berater in Ethik bei Navy Surgeon General und DOD für das Health Affairs Ethics Panel. 1997 wurde er zum Command Chaplain auf dem United States Pacific Command in Pearl Harbor ernannt und war bis 2000 Fleet Chaplain der Pazifikflotte. 2003/04 diente er auf dem Marine Corps Base Hawaii.
Papst Johannes Paul II. ernannte ihn am 7. Mai 2004 zum Titularbischof von Flenucleta und zum Weihbischof im US-amerikanischen Militärordinariat. Der US-amerikanische Militärerzbischof Edwin Frederick O’Brien spendete ihm und dem mit ihm zum Weihbischof ernannten Richard Brendan Higgins am 3. Juli 2004 die Bischofsweihe; Mitkonsekratoren waren Howard James Hubbard, Bischof von Albany, und William Keith Weigand, Bischof von Sacramento.
Am 17. Juni 2004 trat er als Militärkaplan im Rang eines Captain zurück. Er wurde mehrfach ausgezeichnet mit der Meritorious Service Medal (2), der Navy & Marine Corps Commendation Medal (2) und Legion of Merit (3). Er wurde durch Papst Johannes Paul II. zum Päpstlichen Ehrenprälaten ernannt. Er war Mitglied der Kolumbusritter und des Ritterordens vom Heiligen Grab zu Jerusalem (KC*HS).